# Aral
Aral hay Aralsk hoặc Aral'sk, (tiếng Kazakh: Арал, tiếng Nga: Аральск) 46°47′B 61°40′Đ / 46,783°B 61,667°Đ là một thành phố nhỏ ở tây nam Kazakhstan, nằm trong oblysy (tỉnh) Kyzylorda. Nó là trung tâm hành chính của huyện Aral. Dân số khoảng 31.000 người (số liệu năm 1999). Aral trước đây là một cảng cá và đồng thời là một thành phố cảng trên bờ phía bắc đông bắc biển Aral. Đây là nơi cung cấp chính về cá cho khu vực cận kề.
Tiếng Việt còn gọi biển Aral là Hàm Hải.

## Lịch sử
Được thành lập năm 1905 khi người ta xây dựng tuyến đường sắt Tashkent-Orenburg và trở thành thành phố năm 1938.
Trong thời gian thuộc Liên Xô, tại Aral có 3 khu quân sự đóng cửa là: Aralsk-5 ("Ural") ở phía nam thành phố và Aralsk-6 (hai khu "Chaika" và "Beriozka") cách 6 km về phía tây bắc thành phố, trong khu vực ga đường sắt Zhaltyzagash. Đồn trú tại khu "Ural" là các đơn vị quân sự có nhiệm vụ liên quan tới bãi thử nghiệm hóa-sinh học trên đảo Vozrozhdeniya (đảo Phục Sinh), còn tại khu "Chaika" là các đơn vị bộ đội tên lửa chiến lược, tại khu "Beriozka" là các viên chức của sân bay. Năm 1992, liên quan tới việc giải thể bãi thử nghiệm, cư dân của các khu Aralsk-5 và Aralsk-6 đã được điều động về Nga, các khu này không còn tác dụng và bị tháo dỡ một phần để làm vật liệu xây dựng cho cư dân và Aral "dân sự".

## Điều kiện tự nhiên

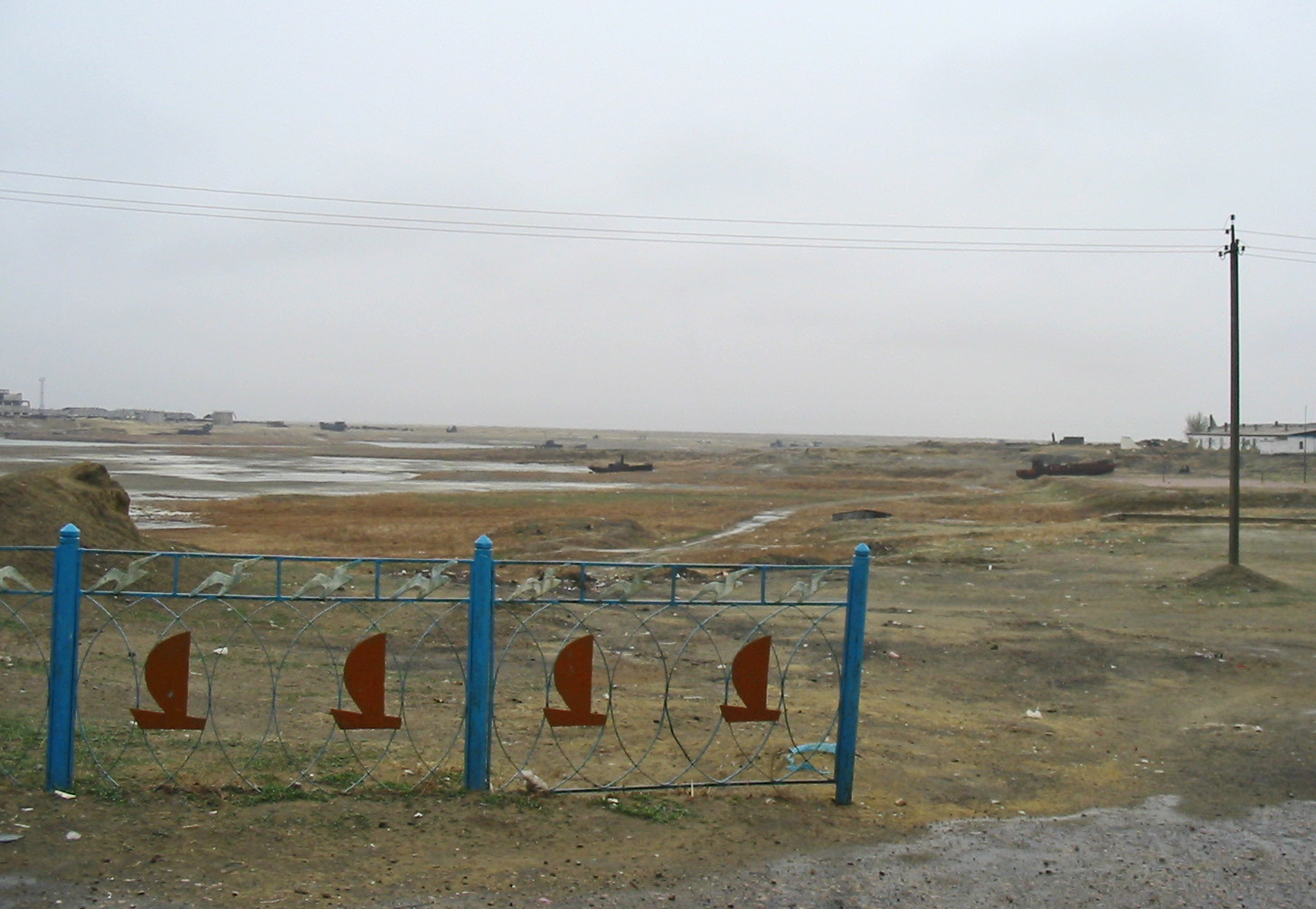
Cảng Aralska

Địa hình của khu vực này là đồng bằng với đồi thấp lưa thưa, độ dốc chung là về phía biển Aral. Độ cao tuyệt đối so với mực nước biển là 55–71 m.
Phần phía đông là cát tạo thành các cồn và hố cát, với thảm thực vật bán cây bụi. Độ cao của các cồn cát và luống cát là 5–25 m, độ sâu của các hố cát từ 3–8 m. Tại các khu vực đồng bằng ở các chỗ bị trũng xuống là các loại đất mặn do muối khô đi tạo thành.
Tại đây không có sông suối với dòng chảy ổn định. Nước có trong các sông suối bị khô kiệt chỉ vào mùa xuân khi tuyết tan và mưa trong mùa xuân. Ở phía nam là vịnh khô kiệt của biển Aral – vịnh Saryshygynak Lớn.
Thảm thực vật sa mạc và bán sa mạc, chủ yếu là các loài cỏ như vũ mâu (Stipa spp., ngải (Artemisia spp.), biyrgun (Anabasis spp.) và bán cây bụi như thánh liễu (Tamarix spp.), dzhuzgun (Calligonum spp.). Khắp nơi phổ biến gai lạc đà (Alhagi pseudaihagi). Trong thành phố ít cây xanh (chủ yếu là du (Ulmus spp.).

## Khí hậu
Khí hậu mang tính chất lục địa mạnh, khô hạn, với dao động lớn về nhiệt độ của không khí trong ngày và theo mùa và lượng giáng thủy nhỏ (khoảng 120–140 mm/năm).
Mùa đông (từ giữa tháng 11 tới giữa tháng 3 năm sau) với mây thay đổi và sương mù dày dặc. Nhiệt độ trung bình của không khí trong thời gian ban ngày từ -5 tới -10°С, ban đêm từ -20 tới -25°С (thấp nhất -42°С). Băng giá cố định xuất hiện trong tháng 12. Tuy nhiên, trong khoảng thời gian này vẫn có thể có những ngày ấm lên. Giáng thủy chủ yếu là tuyết. Lớp tuyết phủ hình thành vào khoảng nửa sau tháng 12 và duy trì tới cuối tháng 3; độ dày trung bình không vượt quá 16 cm (dù có những năm tới 30 cm). Độ sâu trung bình của tầng đất bị đông cứng lại là 1,3 m.
Mùa xuân (giữa tháng 3 tới cuối tháng 4) ấm áp với thời tiết không ổn định ở nửa đầu. Nhiệt độ không khí ở đầu mùa về ban ngày là -1 tới -10°С, ban đêm tới -10°С; ở cuối mùa về ban ngày tới +25 °C, ban đêm từ -1°С tới +8 °C. Giáng thủy dưới dạng mưa thoáng qua hay đôi khi có tuyết.
Mùa hè (tháng 5 tới giữa tháng 9) với đặc trưng là thời tiết khô hạn, nóng bức và ít mây. Nhiệt độ không khí ban ngày +30 tới +35°С (tối đa +43 °C), ban đêm hạ xuống tới khoảng từ +15 tới +18°С. Mùa hè thường có các trận gió khô mạnh (bão bụi), tung lên không khí bụi và cát.
Mùa thu (giữa tháng 9 tới giữa tháng 11) nửa đầu mùa khô và ấm, nửa cuối mùa nhiều mây và lạnh dần đi. Nhiệt độ không khí ban ngày từ +5 tới +25°С, ban đêm từ -5 tới +5°С. Giáng thủy dưới dạng mưa bụi còn nữa sau của tháng 11 là tuyết ẩm.
Gió về mùa xuân và mùa hè chủ yếu là hướng tây và tây bắc, mùa thu và mùa đông theo hướng đông và đông bắc. Tốc độ gió chủ yếu trong khoảng 3–7 m/s. Trong năm (đặc biệt khoảng thời gian mùa đông và mùa xuân) có thể thấy các trận gió manh trong các cơn dông bão với vận tốc tới 15 m/s hay cao hơn (trung bình 45 ngày trong năm).
Số ngày trung bình với các hiện tượng thời tiết trong năm: giáng thủy 54 (tháng 1: 7, tháng 6: 3), sương mù 26, bão tuyết 10, dông tố 12. Số lượng ngày trung bình với trời trong xanh là 119, trời u ám với mây xuống thấp 17.
- Nhiệt độ trung bình +7,8 C°
- Vận tốc gió trung bình 5,2 m/s
- Độ ẩm không khí trung bình 60%

| Dữ liệu khí hậu của Aral                | Dữ liệu khí hậu của Aral | Dữ liệu khí hậu của Aral | Dữ liệu khí hậu của Aral | Dữ liệu khí hậu của Aral | Dữ liệu khí hậu của Aral | Dữ liệu khí hậu của Aral | Dữ liệu khí hậu của Aral | Dữ liệu khí hậu của Aral | Dữ liệu khí hậu của Aral | Dữ liệu khí hậu của Aral | Dữ liệu khí hậu của Aral | Dữ liệu khí hậu của Aral | Dữ liệu khí hậu của Aral |
| Tháng                                   | 1                        | 2                        | 3                        | 4                        | 5                        | 6                        | 7                        | 8                        | 9                        | 10                       | 11                       | 12                       | Năm                      |
| --------------------------------------- | ------------------------ | ------------------------ | ------------------------ | ------------------------ | ------------------------ | ------------------------ | ------------------------ | ------------------------ | ------------------------ | ------------------------ | ------------------------ | ------------------------ | ------------------------ |
| Cao kỉ lục °C (°F)                      | 6.3 (43.3)               | 17.8 (64.0)              | 29.2 (84.6)              | 33.9 (93.0)              | 39.9 (103.8)             | 46.9 (116.4)             | 44.8 (112.6)             | 44.4 (111.9)             | 41.0 (105.8)             | 32.6 (90.7)              | 24.7 (76.5)              | 10.3 (50.5)              | 46.9 (116.4)             |
| Trung bình ngày tối đa °C (°F)          | −6.6 (20.1)              | −5.1 (22.8)              | 3.7 (38.7)               | 17.7 (63.9)              | 25.7 (78.3)              | 32.3 (90.1)              | 34.2 (93.6)              | 32.4 (90.3)              | 25.2 (77.4)              | 15.4 (59.7)              | 4.1 (39.4)               | −3.7 (25.3)              | 14.6 (58.3)              |
| Trung bình ngày °C (°F)                 | −10.6 (12.9)             | −9.6 (14.7)              | −1.4 (29.5)              | 11.2 (52.2)              | 18.9 (66.0)              | 25.5 (77.9)              | 27.6 (81.7)              | 25.5 (77.9)              | 18.0 (64.4)              | 8.9 (48.0)               | −0.4 (31.3)              | −7.6 (18.3)              | 8.8 (47.8)               |
| Tối thiểu trung bình ngày °C (°F)       | −14.4 (6.1)              | −13.6 (7.5)              | −5.6 (21.9)              | 5.2 (41.4)               | 12.1 (53.8)              | 18.2 (64.8)              | 20.5 (68.9)              | 18.3 (64.9)              | 11.1 (52.0)              | 3.2 (37.8)               | −4.0 (24.8)              | −11.0 (12.2)             | 3.3 (37.9)               |
| Thấp kỉ lục °C (°F)                     | −37.9 (−36.2)            | −37.2 (−35.0)            | −36.1 (−33.0)            | −15.9 (3.4)              | −5.4 (22.3)              | 3.6 (38.5)               | 8.2 (46.8)               | 5.4 (41.7)               | −4.4 (24.1)              | −15.7 (3.7)              | −31.6 (−24.9)            | −34.8 (−30.6)            | −37.9 (−36.2)            |
| Lượng Giáng thủy trung bình mm (inches) | 12 (0.5)                 | 11 (0.4)                 | 15 (0.6)                 | 12 (0.5)                 | 15 (0.6)                 | 15 (0.6)                 | 8 (0.3)                  | 5 (0.2)                  | 6 (0.2)                  | 12 (0.5)                 | 13 (0.5)                 | 12 (0.5)                 | 136 (5.4)                |
| Số ngày mưa trung bình                  | 4                        | 3                        | 6                        | 8                        | 10                       | 7                        | 8                        | 5                        | 5                        | 7                        | 7                        | 5                        | 75                       |
| Số ngày tuyết rơi trung bình            | 16                       | 12                       | 7                        | 1                        | 0                        | 0                        | 0                        | 0                        | 0                        | 1                        | 5                        | 13                       | 55                       |
| Độ ẩm tương đối trung bình (%)          | 84                       | 82                       | 76                       | 53                       | 45                       | 37                       | 37                       | 37                       | 43                       | 58                       | 76                       | 82                       | 59                       |
| Số giờ nắng trung bình tháng            | 124                      | 168                      | 198                      | 260                      | 337                      | 363                      | 377                      | 360                      | 296                      | 218                      | 139                      | 106                      | 2.946                    |
| Nguồn 1: Pogoda.ru.net                  |                          |                          |                          |                          |                          |                          |                          |                          |                          |                          |                          |                          |                          |
| Nguồn 2: NOAA (nắng, 1961–1990)         |                          |                          |                          |                          |                          |                          |                          |                          |                          |                          |                          |                          |                          |

## Kinh tế-xã hội
Kể từ khi mực nước của biển Aral rút xuống trong thập niên 1960, do việc thủy lợi hóa, chủ yếu để trồng bông, trong thời kỳ thuộc Liên Xô, nên Aral hiện nay hoàn toàn không tiếp xúc với biển và cách biển khoảng 12 km, mặc dù khoảng cách này nhỏ hơn khoảng cách 100 km đã từng xảy ra trước khi hoàn thành con đập ngăn nước vào năm 2005. Với việc con đập đã hoàn thành và mực nước biển lại dâng lên, người ta hy vọng rằng trong năm 2009 thì biển sẽ tiến thêm 6 km tới gần Aral và người ta có thể đào kênh dẫn nước tới biển. Đã trên 25 năm kể từ khi người ta có thể nhìn thấy biển Aral từ thành phố này. Hiện tại Aral bị suy giảm mạnh kể cả về dân số lẫn tầm quan trọng kinh tế-xã hội. Do tỷ lệ thất nghiệp cao nên nhiều cư dân trẻ đã rời bỏ Aral để tới các khu vực khác như Kyzylorda, Baikonur v.v.
Có một số vấn đề về sức khỏe đối với cư dân địa phương do các hóa chất độc hại được sử dụng để xử lý nước và có thể là do các hóa chất và các tác nhân sinh học được lưu trữ không an toàn trại các đảo trên biển Aral.
Tương tự như thành phố Moynaq ở phía nam biển Aral, thành phố này hiện có nhiều tàu đánh cá bị vứt bỏ đã han rỉ nằm trên khu vực trước đây là đáy biển Aral.

### Giao thông
Cách 2 km về phía bắc thành phố là đường bộ nối Irgis với Novokazalinsk (một phần của tuyến đường) nối Samara (Kuybyshev) với Chimkent). Tại đây cũng có nhà ga đường sắt với tên gọi nhà ga biển Aral.
Nằm cách 5 km về phía tây bắc thành phố là một sân bay, đã từng được sử dụng để vận chuyển nhu yếu phẩm cho đảo Vozrozhdeniya, cũng như để phục vụ cho công tác cứu hộ-tìm kiếm cho sân bay vũ trụ Baikonur. Từ sân bay này người ta cũng đã thực hiện nhiều chuyến bay tới các điểm dân cư trong khu vực.